# Прва лига Србије у америчком фудбалу 2017.
Прва лига Србије у америчком фудбалу 2017. је трианеста сезона највишег ранга такмичења америчког фудбала у Србији. У лиги је наступило укупно осам клубова, а титулу су бранили Вајлд борси из Крагујевца.
Сезона је почела 25. марта 2016. године утакмицом између Пантерса и Блу драгонса у којој су победили гости из Београда са 23:2, а окончана је 8. јула финалном утакмицом између Вајдл борса из Крагујевца и Дјукса из Новог Сада. Титулу су овојили Вајлд борси, седму у својој историји.

## Систем такмичења
У лиги је учествовало 8 клубова, а играло се  по једнокружном бод систему, сваки клуб одигра по 7 мечева. Дошло је до промене у систему такмичења, па су два најбоље пласирана клуба на табели обезбедила учешће у полуфинале, а екипе од трећег до шестом места играла су четвртфинале. Последњепласирани клуб испао је у нижи ранг такмичења, Прву лигу Србије, док се претпоследњи играо бараж утакмицу против другопласираног из Прве лиге. У плеј офу се игра на један добијени меч, а предност домаћег терена се одређује на основу позиције на табели у регуларном делу сезоне.

## Клубови
| Клуб               | Место             | Сезона 2016        |
| ------------------ | ----------------- | ------------------ |
| Блу драгонси       | Београд           | 5. место           |
| Вајлд борси        | Крагујевац        | Првак              |
| Вукови             | Београд           | Финалиста          |
| Дјукси             | Нови Сад          | Полуфинале         |
| Индијанси          | Инђија            | 5. место           |
| Пантерси           | Панчево           | Полуфинале         |
| Сирмијум лиџонарси | Сремска Митровица | 6. место           |
| Целтиси            | Сомбор            | 1. место у 2. лиги |

| Блу драгонси | Вајлд борси | Вукови  | Дјукси   | Индијанси | Пантерси | Сирмијум лиџонарси | Целтиси |
| ------------ | ----------- | ------- | -------- | --------- | -------- | ------------------ | ------- |
| Београд      | Крагујевац  | Београд | Нови Сад | Инђија    | Панчево  | Сремска Митровица  | Сомбор  |
|              |             |         |          |           |          |                    |         |

## Резултати[2][3]
1.коло
| Датум         | Клуб                   | Клуб                 | Резултат |
| ------------- | ---------------------- | -------------------- | -------- |
| 25. март 2017 | Пантерси Панчево       | Блу драгонси Београд | 2:23     |
| 26. март 2017 | Вајлд борси Крагујевац | Целтиси Сомбор       | 36:7     |
| 26. март 2017 | Дјукси Нови Сад        | Сирмијум лиџонарси   | 50:12    |
| 2. април 2017 | Вукови Београд         | Индијанси Инђија     | 41:7     |

2.коло
| Датум          | Клуб                   | Клуб                 | Резултат |
| -------------- | ---------------------- | -------------------- | -------- |
| 8. април 2017  | Вајлд борси Крагујевац | Вукови Београд       | 21:14    |
| 9. април 2017  | Целтиси Сомбор         | Блу драгонси Београд | 6:32     |
| 9. април 2017  | Сирмијум лиџонарси     | Пантерси Панчево     | 46:27    |
| 15. април 2017 | Индијанси Инђија       | Дјукси Нови Сад      | 0:23     |

3.коло
| Датум          | Клуб                 | Клуб                   | Резултат |
| -------------- | -------------------- | ---------------------- | -------- |
| 22. април 2017 | Дјукси Нови Сад      | Вајлд борси Крагујевац | 12:22    |
| 23. април 2017 | Блу драгонси Београд | Сирмијум лиџонарси     | 13:6     |
| 23. април 2017 | Пантерси Панчево     | Индијанси Инђија       | 12:13    |
| 23. април 2017 | Вукови Београд       | Целтиси Сомбор         | 42:6     |

4.коло
| Датум          | Клуб                   | Клуб                 | Резултат |
| -------------- | ---------------------- | -------------------- | -------- |
| 30. април 2017 | Целтиси Сомбор         | Сирмијум лиџонарси   | 14:30    |
| 30. април 2017 | Вајлд борси Крагујевац | Пантерси Панчево     | 48:6     |
| 30. април 2017 | Вукови Београд         | Дјукси Нови Сад      | 28:23    |
| 7. мај 2017    | Индијанси Инђија       | Блу драгонси Београд | 7:23     |

5.коло
| Датум        | Клуб                 | Клуб                   | Резултат |
| ------------ | -------------------- | ---------------------- | -------- |
| 13. мај 2017 | Пантерси Панчево     | Вукови Београд         | 32:35    |
| 13. мај 2017 | Блу драгонси Београд | Вајлд борси Крагујевац | 0:35     |
| 13. мај 2017 | Сирмијум лиџонарси   | Индијанси Инђија       | 7:13     |
|              | Дјукси Нови Сад      | Целтиси Сомбор         | 35:0     |

6.коло
| Датум        | Клуб                   | Клуб                 | Резултат |
| ------------ | ---------------------- | -------------------- | -------- |
| 21. мај 2017 | Вајлд борси Крагујевац | Сирмијум лиџонарси   | 63:7     |
| 27. мај 2017 | Вукови Београд         | Блу драгонси Београд | 33:9     |
| 28. мај 2017 | Индијанси Инђија       | Дјукси Нови Сад      | 0:28     |
| 28. мај 2017 | Пантерси Панчево       | Целтиси Сомбор       | 54:8     |

7.коло
| Датум        | Клуб                 | Клуб                   | Резултат |
| ------------ | -------------------- | ---------------------- | -------- |
| 3. јун 2017  | Сирмијум лиџонарси   | Вукови Београд         | 6:39     |
| 3. јун 2017  | Блу драгонси Београд | Дјукси Нови Сад        | 14:37    |
| 4. јун 2017  | Индијанси Инђија     | Вајлд борси Крагујевац | 14:40    |
| 11. јун 2017 | Пантерси Панчево     | Целтиси Сомбор         | 44:0     |

## Табела
|  | Пласирали се у полуфинале   |
|  | Пласирали се у четвртфинале |
|  | Играју бараж за опстанак    |
|  | Испали у Другу лигу         |

| #  | Клуб                   | ИГ | П | ИЗ | ПД  | ПП  | ПР   | %     |
| -- | ---------------------- | -- | - | -- | --- | --- | ---- | ----- |
| 1. | Вајлд борси Крагујевац | 7  | 7 | 0  | 263 | 60  | +203 | 1.000 |
| 2. | Вукови Београд         | 7  | 6 | 1  | 232 | 104 | +128 | 0.857 |
| 3. | Дјукси Нови Сад        | 7  | 5 | 2  | 234 | 82  | +152 | 0.714 |
| 4. | Блу драгонси Београд   | 7  | 4 | 3  | 114 | 126 | -12  | 0.571 |
| 5. | Индијанси Инђија       | 7  | 3 | 4  | 82  | 146 | -64  | 0.429 |
| 6. | Сирмијум лиџонарси     | 7  | 2 | 5  | 114 | 219 | -105 | 0.286 |
| 7. | Пантерси Панчево       | 7  | 1 | 6  | 131 | 219 | -88  | 0.143 |
| 8. | Целтиси Сомбор         | 7  | 0 | 7  | 33  | 247 | -214 | 0.000 |

ИГ = одиграо, П = победио, ИЗ = изгубио, ПД = поена дао, ПП = поена примио, ПР = поен-разлика, % = проценат успешности

## Бараж за опстанак
| Датум       | Клуб             | Клуб            | Резултат |
| ----------- | ---------------- | --------------- | -------- |
| 3. јул 2017 | Пантерси Панчево | Мамутси Кикинда | 32:6     |

## Плеј-оф

### Четвртфинале
| Датум        | Клуб                 | Клуб               | Резултат |
| ------------ | -------------------- | ------------------ | -------- |
| 17. јун 2017 | Дјукси Нови Сад      | Сирмијум лиџонарси | 40:0     |
| 18. јун 2017 | Блу драгонси Београд | Индијанси Инђија   | 28:35    |

### Полуфинале
| Датум        | Клуб                   | Клуб             | Резултат |
| ------------ | ---------------------- | ---------------- | -------- |
| 24. јун 2017 | Вајлд борси Крагујевац | Индијанси Инђија | 50:3     |
| 25. јун 2017 | Вукови Београд         | Дјукси Нови Сад  | 7:33     |

### Финале
| Датум       | Клуб                   | Клуб            | Резултат |
| ----------- | ---------------------- | --------------- | -------- |
| 8. јул 2017 | Вајлд борси Крагујевац | Дјукси Нови Сад | 24:16    |

| Првак Прве лиге Србије 2017.     |
| -------------------------------- |
| Вајлд борси Крагујевац 7. титула |